# Salud rural

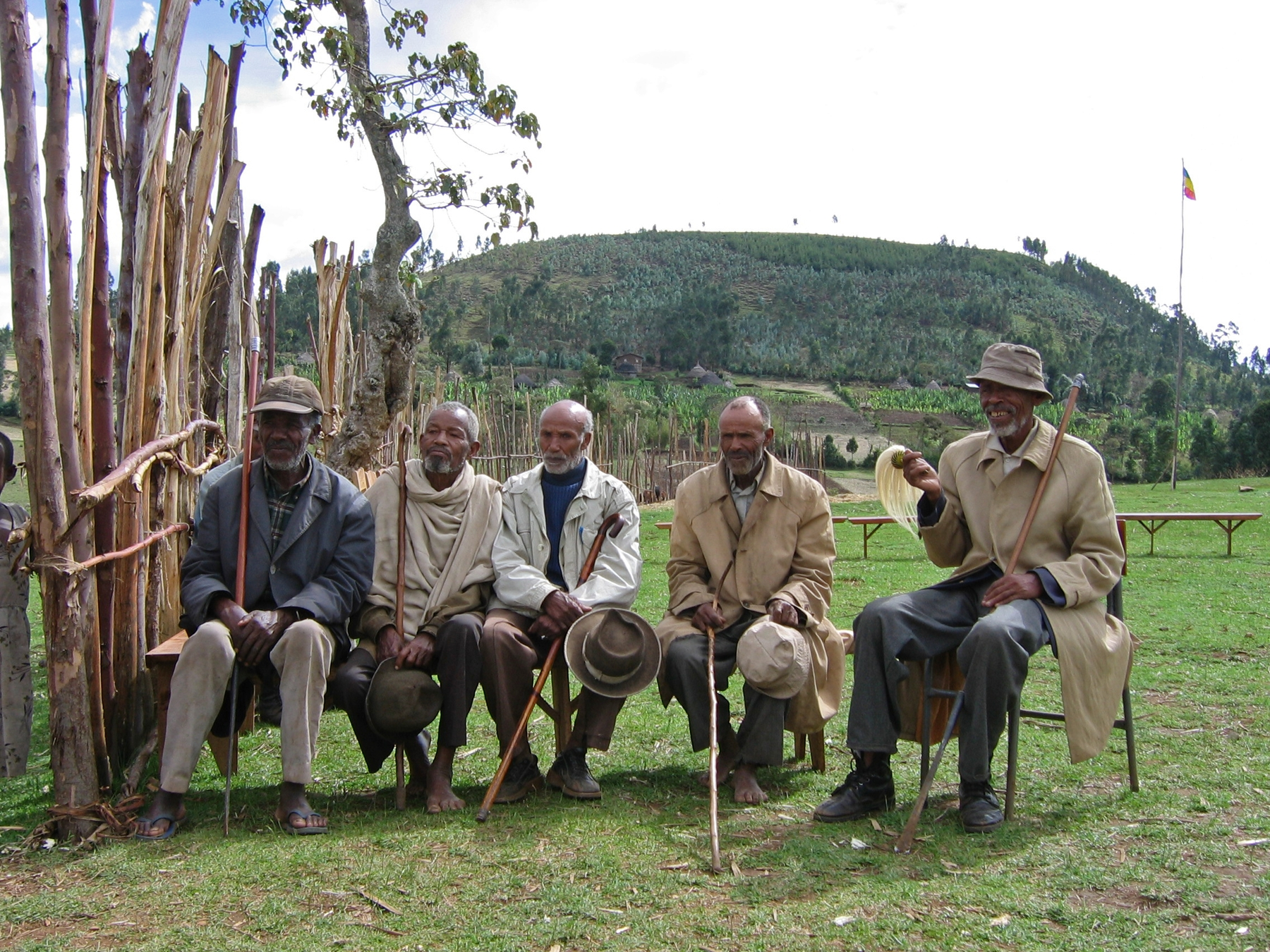
Adultos mayores de un pueblo participan de un entrenamiento para trabajadores del área de la salud rural en Etiopía.

En medicina, la salud rural o la medicina rural es el estudio interdisciplinario de salud y entrega de cuidados en salud en entornos rurales. El concepto de salud rural incorpora muchos campos, incluyendo geografía, obstetricia, enfermería, sociología, economía, y la telemedicina.
Investigaciones muestran que los requerimientos en cuidado de la salud de individuos viviendo en áreas rurales son diferentes a los de las áreas urbanas, y que las áreas rurales a menudo sufren de una falta de acceso a salud. Estas diferencias son producto de factores geográficos, demográficos, socioeconómicos, de trabajo y de salud personal. Por ejemplo, en muchas comunidades rurales hay una proporción grande de niños y adultos mayores. Con relativamente pocas personas en edad laboral (20–50 años de edad), tales comunidades tienen una tasa de dependencia elevada. Las personas que viven en las áreas rurales también tienden a tener condiciones socioeconómicas más precarias, menor educación, índices más altos de uso de tabaco y alcohol e índices de mortalidad más altos cuándo son comparados a sus contrapartes urbanas. Hay también índices altos de pobreza en la población rural de muchas partes del mundo, y la pobreza es uno de los determinantes sociales más grandes de salud.
Muchos países han puesto como prioridad el aumento del financiamiento en salud rural. Estos esfuerzos han llevado al desarrollo de varios institutos de investigación con mandatos de salud rural, incluyendo el Centro para Investigación en Salud Rural y del Norte en Canadá, la Agencia del Campo en el Reino Unido, el Instituto de Salud Rural deAustralia, y el Instituto de Salud Rural de Nueva Zelanda. Estos esfuerzos de investigación están diseñados para ayudar identificar las necesidades en salud de comunidades rurales y proporcionar soluciones de políticas para el aseguramiento de aquellas necesidades conocidas. El concepto de incorporar las necesidades de las comunidades rurales a servicios de gobierno es a veces referido como rural proofing en inglés.

## Definiciones
No hay un estándar internacional para definir áreas rurales, y los estándares pueden variar incluso dentro de un país en concreto. Las metodologías más utilizadas caen en dos campos principales: factores basados en la población y factores basados en la geografía. Las metodologías usadas para identificar áreas rurales incluyen: tamaño de la población, densidad de la población, distancia respecto de un centro urbano, patrones de poblamiento, influencias del mercado de trabajo, y códigos postales.
El número informado de personas viviendo en áreas rurales puede variar mucho según qué conjunto de estándares esté siendo aplicado. La población rural de Canadá puede ser identificada en cualquier punto dentro del 22% y el 38% de la población. En los Estados Unidos la variación es más grande; entre 17% y 63% de la población puede ser identificada como perteneciente al área rural. La falta de consenso hace difícil la identificación del número de individuos que está en necesidad de servicios de salud rural.

## Esperanza de vida
Los estudios muestran que en muchas partes de los índices de esperanza de vida mundiales son más altos en cascos urbanos que en áreas rurales. Hay alguna evidencia para sugerir que la brecha puede ser mayor en estos países por la mejoría en las condiciones económicas y en educación de salud en los cascos urbanos.
En Canadá, la esperanza de vida en hombres varía entre 74 años en las áreas más remotas a 76.8 años en los centros urbanos. Para mujeres, la esperanza de vida también fue menor en áreas rurales, con una media de 81.3 años. Aquellos viviendo en las áreas rurales adyacentes a los centros urbanos también experimentan esperanzas de vida más altas (hombres con 77.4 años y mujeres con 81.5 años). Las esperanzas de vida australianas variaron entre los 78 años en ciudades importantes a 72 años en ubicaciones remotas. En China, la esperanza de vida para mujeres es 73.59 años en cascos urbanos y 72.46 en áreas rurales. La esperanza de vida para hombres pasa de 69.73 años en cascos urbanos a 58.99 en áreas rurales.
No obstante, hay países como el Reino Unido, donde la esperanza de vida en áreas rurales supera la de los cascos urbanos. La esperanza de vida allí es dos años más para hombres y un año y medio más para mujeres en las áreas rurales, cuándo son comparadas a cascos urbanos. Esto puede ser, en parte, por las disparidades económicas más pequeñas de las áreas rurales así como un número creciente de personas con mayor nivel educacional y económico que se muda a áreas rurales en jubilación. Esto es un cambio significativo respecto a la pobreza rural encontrada en muchos países.

## Determinantes de salud

### Acceso a la salud

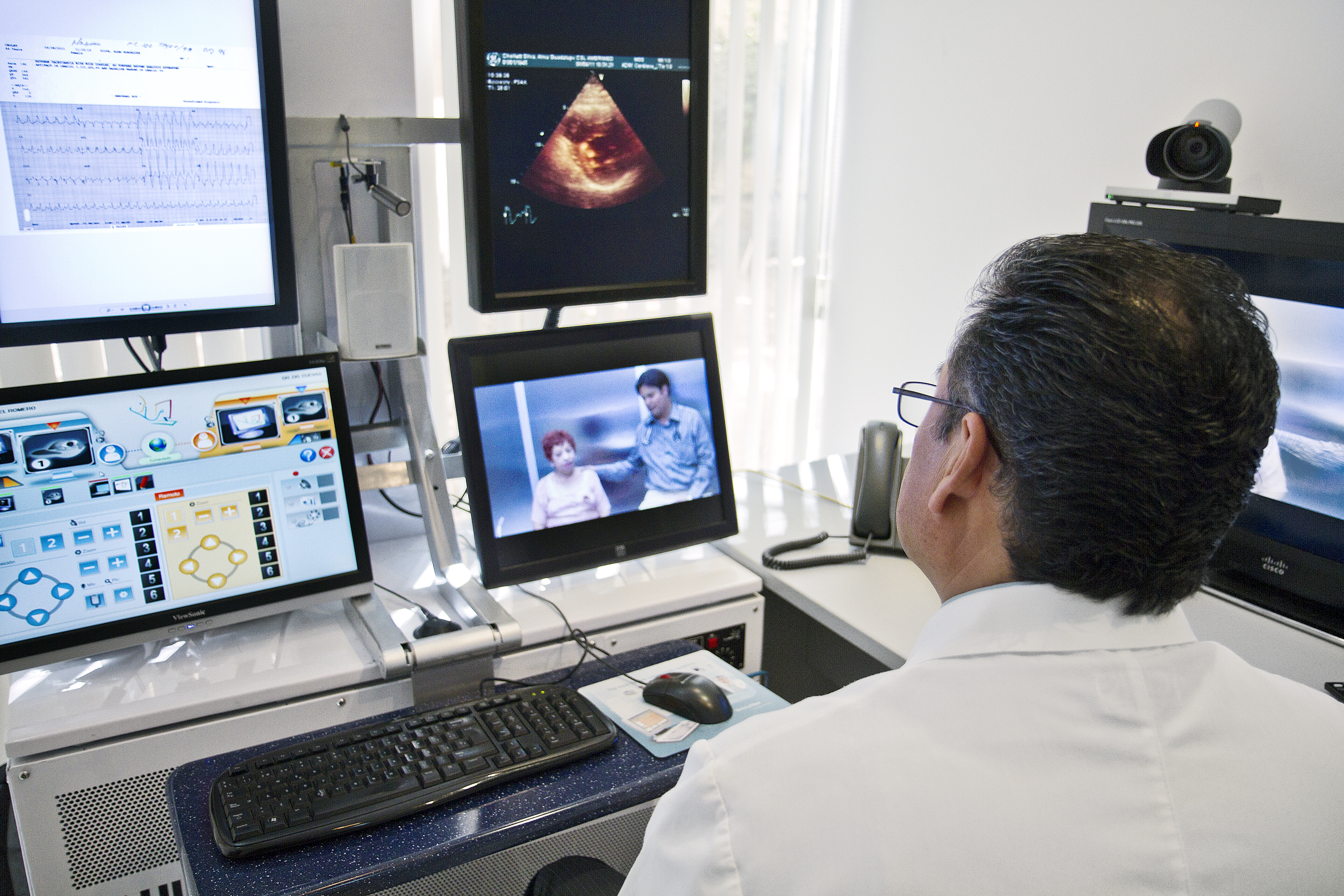
Consulta de telemedicina: Dr. Juan Manuel Romero, un cardiólogo en Sonora, México, participa en una consulta preoperatoria con Alma Guadalupe Xoletxilva, quién se encuentra a 640 km (400 mi) a las afueras de La Paz, Baja California. La telemedicina ayuda a entregar atención a pacientes en áreas rurales y remotas.

Las personas en las áreas rurales generalmente tienen menos acceso a salud que sus contrapartes urbanas. Menos practicantes médicos, programas de salud mental e instalaciones de salud en estas áreas a menudo se traducen en menos cuidados preventivos y un tiempo de respuesta mayor en emergencias. La carencia de trabajadores del área de salud ha resultado en maneras poco convencionales de entregar servicios a la población rural, incluyendo consultas médicas por teléfono o internet así como operativos de prevención y programas de tratamiento móviles. Ha habido un aumento en los esfuerzos para atraer profesionales de salud a ubicaciones aisladas, como incrementar el número de estudiantes de medicina en áreas rurales y mejorar los incentivos financieros para las prácticas rurales.
Los canadienses que viven en las áreas rurales y las ciudades pequeñas tienen acceso a la mitad de los médicos (1 por cada 1000 residentes) que sus contrapartes urbanas. En promedio, estas personas deben viajar cinco veces la distancia (una media de 10 km ( 6,2 mi) para acceder a estos servicios. También tienen menos servicios de cuidado de salud especializados como dentistas, cirujanos dentales, y trabajadores sociales. Un estudio mostró que el servicio de ambulancias se encontrada disponible solo en 40% de los sitios seleccionados, los servicios de laboratorio de sangre y orina en un tercio de los sitios, y solo uno de los 19 sitios contaba con servicios de neonatología. Los servicios de enfermería se vieron reducidos de un 26.3% en 1998 a 21.1% en 2005.
La brecha en los servicios es debida, en parte, al foco en financiamiento en áreas de mayor población.En China solo el 10% de la población rural tuvo seguro médico en 1993, comparado con un 50% en los residentes urbanos. En la década ed 1990, solo el 20% del gasto en salud pública del gobierno fue para el sistema de salud rural, el cual prestó servicios al 70% de la población china. En los Estados Unidos, entre 1990 y 2000, 228 hospitales rurales cerraron, llevando a una reducción de 8.228 camas de hospital. En 2009, los pacientes viviendo en las áreas rurales de los Estados Unidos fueron transferidos a otras instalaciones para cuidado con un índice tres veces mayor que los pacientes de áreas metropolitanas centrales más grandes.
Las áreas rurales, especialmente en África, tienen dificultades más grandes para reclutar y retener profesionales cualificados y especializados en el campo de la salud rural. En África subsahariana, las áreas urbanas y más prósperas tienen desproporcionadamente mayor cantidad de trabajadores especializados del país. Por ejemplo, Zambia urbana tiene 20 veces más doctores y sobre cinco veces más enfermeras y matronas que las áreas rurales. En Malaui, 87% de la población vive en áreas rurales, pero el 96.6% de los doctores se encuentran en instalaciones de salud urbana. Burkina Faso tiene una matrona por cada 8.000 habitantes en zonas más adineradas, y una por casi 430,000 habitantes en la zona más pobre. Solo en Sudáfrica, la mitad de sus habitantes son de áreas rurales, pero solo un 12% de los doctores ejerce allí. Una solución ha sido desarrollar programas diseñados para entrenar mujeres para que realicen cuidado de pacientes en casa en África rural. Uno de esos programas es "Soluciones africanas a Problemas africanos" (ASAP por sus siglas en inglés).

### Condiciones laborables
Las áreas rurales a menudo tienen menos oportunidades de trabajo e índices de paro más altos que los cascos urbanos. Las profesiones disponibles a menudo son labores de naturaleza física, incluyendo agricultura, silvicultura, pesca, manufactura y minería. Estas ocupaciones son a menudo acompañadas por riesgos de seguridad y salud más grandes debido al uso de maquinaria compleja, exposición a sustancias químicas, horas de trabajo, contaminación acústica, climas más duros y al trabajo físico. La fuerza de trabajo rural reporta por lo mismo índices más altos de amenazas para la vida.

### Salud personal
El estilo de vida y elecciones de salud personal también afectan la salud y longevidad esperada de la población de áreas rurales. Las personas de áreas rurales informan índices más altos tabaco, exposición a humo de segunda mano y obesidad que aquellos en cascos urbanos. Además, las áreas rurales a menudo tienen índices bajos de consumo de frutas y vegetales, incluso dónde su cultivo es prevalente.
Mientras que los índices de homicidio son más bajos en áreas rurales, la muerte por lesiones, el suicidio y el envenenamiento son significativamente más prevalentes.  El Instituto australiano de la salud y bienestar también informa índices más altos de violencia interpersonal en comunidades rurales.

### Entorno físico
En muchos países una carencia de desarrollo e infraestructura crítica en áreas rurales puede generar una salud rural desigual. El insuficiente tratamiento de aguas residuales tratamiento, la falta de pavimentación y la exposición a sustancias químicas agrícolas han sido identificadas como preocupaciones medioambientales adicionales para aquellos viviendo en ubicaciones rurales. El Instituto australiano de salud y bienestar reporta que la calidad de agua más baja y el hacinamientoa fectan cal ontrol de enfermedad en ubicaciones rurales y remotas.

## Un foco renovado en Salud Rural en todo el mundo

### Sistemas nacionales
Desde mediados de 1980, ha habido atención aumentada en las discrepancias entre los resultados de los cuidados de salud de las áreas rurales y los de cascos urbanos. Desde entonces el financiamiento ha sido aumentado por los gobiernos y las organizaciones no gubernamentales para investigar sobre salud rural, proporcionar servicios médicos necesitados e incorporar las necesidades de las áreas rurales a las políticas de salud gubernamentales. Algunos países han empezado programas para asegurar que las necesidades de las comunidades rurales, incluyendo la salud rural, sean incorporadas a las políticas nacionales.
Centros de investigación (como el Centro de investigación para la salud rural y del norte en la Universidad Laurentiana, el Centro para la salud rural en la Universidad de Dakota del Norte, y el Centro RUPRI) y grupos abogados a la salud rural (como la Asociación de Salud Rural Nacional, Organización Nacional de Oficinas Estatales de Salud Rural, Alianza de Salud Rural Nacional) han sido desarrollados en varias naciones para informar y combatir asuntos de salud rural.
En Canadá, muchas provincias han empezado adescentralizar los cuidado primarios y a moverse hacia una aproximación más regional. La Red de Integración de Salud Local fue establecida en Ontario en 2007 para dirigir  las necesidades del muchos habitantes rurales, del norte y de áreas remotas. En China, un proyecto piloto de US$50 millones fue aprobado en 2008 para mejorar la salud pública en áreas rurales. China también está planeando introducir un sistema de cuidado de salud nacional.

### Organización Mundial de la Salud
La OMS ha hecho muchos estudios en estadística de salud rural que muestran, por ejemplo, que los centros de salud urbanos puntúan significativamente más en preparación del servicio respecto de centros de salud rural, y la diferencia comparativa entre la población de trabajadores de salud en India en áreas urbanos vs rurales. Estudios de investigación como estos ejemplifican los problemas de primer orden que necesitan atención en los sistemas de salud rural y ayudan a generar proyectos de mejora con un mayor impacto.
La OMS también trabaja en mejoras de la evaluación de los sistemas de salud y proponiendo mejoras al sistema. Un artículo publicado en marzo de 2017 destacó la mejora requerida en el sistema de salud de Islas de Solomon realizada por el Ministerio de Salud y Servicios Médicos, apoyado por la OMS. Estos cambios a gran escala son para llevar los servicios de la salud necesitados por la población rural "más cerca de casa".

### Organizaciones no gubernamentales (NGOs)
La falta de intervención de algunos gobiernos en sistemas de salud fallidos ha llevado a la necesidad para organizaciones no gubernamentales de llenar el vacío en muchos sistemas de cuidado de salud rurales. Estas organizaciones crean y participan en proyectos de salud rural en todo el mundo.

#### Proyectos de Salud rural
Los proyectos de mejora de salud rural en todo el mundo tienden a centrarse en la búsqueda de soluciones a los tres problemas de fondo asociados a un sistema de salud rural. Estos problemas giran en torno a la comunicación, transporte de servicios y bienes, y a la carencia de doctores, enfermeras y personal en general.
Muchos proyectos de salud rural en áreas pobres que carecen de acceso a la ayuda médica básica como clínicas o doctores utiliza métodos no tradicionales para proporcionar cuidados de salud. Enfoques como los de los libros Hesperian Health Guides, Where There is No Doctor y la aplicación de World Hope International llamada mBody Health, han demostrado mejorar la preocupación por la salud y proporcionar recursos de salud adicionales a las comunidades rurales.
Una evaluación de un proyecto de organización comunitaria de salud madre e niño llamado Proyecto de Inicio Seguro en India rural mostró que la organización comunitaria en torno a la salud materna y del infante lleva a una mejor salud para la madre. La evaluación también mostró que estos programas basados en la comunidad llevan a un aumento en el uso de los servicios de salud por parte de las madres.
En los Estados Unidos, la Administración de servicios y recursos de salud financia al proyecto de mejora de rendimiento de hospitales rurales para mejorar la calidad del cuidado en hospitales con menos de 200 camas. Eula Hall fundó la Clínica Mud Creek en Grethel, Kentucky para proporcionar servicios de salud gratuitos y de precio reducido a los residentes de Appalachia. En Indiana, St. Vincent Health implementó el acceso rural y urbano a salud para mejorar el acceso a los cuidados para poblaciones menos atendidas, incluyendo trabajadores emigrantes hispánicos. Para diciembre de 2012, el programa había facilitado más de 78.000 referencias a cuidados y permitido la distribución de US$43,7 millones en drogas de prescripción de entrega gratuita o con costo reducido. A causa de los retos de proporcionar servicios de cuidados en salud a nivel rural en todo el mundo, el grupo sin ánimos de lucro Médicos de Área Remota empezó como un esfuerzo para proporcionar cuidados en naciones tercermundistas pero ahora proporcionan servicios principalmente en los EE. UU.

##### Telemedicinay salud rural
Para residentes de áreas rurales, los largos tiempos de viaje y las grandes distancias a los centros de salud urbanos y metropolitanos con mayor desarrollo presentan significativas restricciones a los servicios de cuidado de salud esenciales. La telemedicina ha sido sugerida como una forma de vencer las barreras del transporte para pacientes y para los proveedores de cuidados en salud en áreas rurales y geográficamente aisladas. Según la Administración de servicios de recursos de salud, la telemedicina puede ser definida como el uso de tecnologías de telecomunicación e información electrónica para el apoyo de cuidados en salud y relaciones clínicas a distancia. La literatura pertinente denota que la telemedicina proporciona beneficios clínicos, en educación y administrativos para áreas rurales.  Primero, la telemedicina alivia la carga de servicios clínicos por la utilización de tecnología electrónica en la interacción directa entre proveedores de cuidados en salud, tales como proveedores de salud primarios y especialistas, enfermeros y tecnólogos, y pacientes en el diagnóstico, tratamiento y manejo de enfermedades. Segundo, la ventaja de la telemedicina en los servicios educativos incluye la entrega de conferencias y talleres sobre salud a través de vídeo y tele-conferencia, simulaciones prácticos y emisión a través de la web.  En comunidades rurales, los profesionales médicos pueden utilizar conferencias pregrabadas para médicos o estudiantes en sitios remotos. También, los practicantes de cuidados en salud en áreas urbanas y metropolitanas pueden utilizar teleconferencias y simulaciones de diagnóstico para asistir a los centros en comunidades rurales para el diagnóstico y tratamiento de pacientes a la distancia cuando no cuentan con un médico local. En un estudio de sistemas de salud en Queensland rural, los centros de salud urbanos más desarrollados usan conferencias en video para educar a los médicos rurales sobre progresos en los tratamientos y diagnósticos para cáncer de mama y próstata, junto con varios desórdenes de piel, como eccema e irritaciones crónicas. Tercero, la telemedicina puede significar beneficios administrativos importantes para áreas rurales. No solo la telemedicina ayuda en la colaboración entre proveedores de salud respecto a la utilización de registros médicos electrónicos, sino también puede significar beneficios para entrevistar profesionales médicos en áreas remotas para trabajos vacantes y para la transmisión de información requerida para el funcionamiento entre sistemas de salud rurales y sistemas de salud más grandes y desarrollados.